# 奥古斯特·布拉菲
奥古斯特·布拉菲（Auguste Bravais，又译布拉伐、布喇菲，1811年—1863年），法国 天文学家、物理学家、矿物学家和地质学家。1811年出生于阿诺奈。于1845年得出了三维晶体原子排列的所有14种布拉菲点阵结构，首次将群的概念应用到物理学，为固体物理学做出了奠基性的贡献。除此之外，布拉菲还对磁性、极光、气象、植物地理学、天文学、统计学和水文学等方面进行过研究。1854年成为法国科学院院士。

## 传记
他的父亲弗朗索瓦·维克多·布拉菲（François Victor Brallais，1764-1852年）是阿诺奈的一名医生。他的兄弟路易斯·弗朗索瓦·布拉菲（Louis François Brallais，1801-1843年）是一位植物学家，其女儿玛丽·路易丝·布拉菲（Marie Louise Brallais，1836-1913年）与皮埃尔·朱尔斯·戈伊贝特 (Pierre Jules Goybet) 结婚 （1823-1912年）。
奥古斯特在阿诺奈的巴西利安兄弟学院（现为圣心学院）学习。他在巴黎的斯坦尼斯拉斯学院 (Collège Stanislas) 继续学习，然后于1829年进入巴黎综合理工学院 (École Polytechnique)。在那裡，他是開創性數學家埃瓦里斯特·伽罗瓦 (Évariste Galois) 的同學，布拉菲在學術數學競賽中擊敗了他。他儿时的梦想是成为一名海军军官，即使不是天文学家，也是一位伟大的冒险家，并于1832年航行至菲尼斯泰尔省，然后前往卢瓦雷省。他参与阿尔及利亚海岸的水文测量工作。他参加了研究探险队，被派往斯匹次卑尔根岛 (Spitzbergen) 和拉普兰去帮助利卢瓦兹号 (Lilloise)。

## 卓有成效的研究员
这位三十岁的海军军官从1830年代末开始更频繁地返回陆地，致力于深入研究。他经常从办公室、海上探险甚至海上的观察出发，对天空和大气的思考至关重要，并构建一种描述性方法，并用数学物理工具进行发展和概括。他还关注或参与在他最喜欢的领域工作的學會的生活。
因此，他是最早报告斯堪的纳维亚半岛均衡上升的欧洲科学家之一。
在1840年代，奥古斯特研究了大气现象的光学，特别是幻日现象和光晕。 1845年，这位体格健壮、装备精良的研究人员为了这个勤奋的目标，登上了勃朗峰的顶峰。
布拉菲于1840年开始在里昂科学院教授天文学应用数学课程。1845年至1856年，他接替维克多·勒·舍瓦利耶（Victor Le Chevalier）担任巴黎综合理工学院物理学系主任，之后由亨利·胡罗·德·塞纳蒙（Henri Hureau de Sénarmont）接替。
1844年，他发表了一篇关于相关性统计概念的论文，并在卡尔·皮尔逊之前提出了相关系数的定义。然而，人们对他印象最深的是他关于布拉菲晶格的研究，特别是他在1848年发现三维晶体系统中有14个独特的晶格，纠正了三年前弗兰肯海姆 (Moritz Ludwig Frankenheim) 提出的15个晶格的方案。著名的布拉菲晶格被提出来解释固体晶体介质的可观察到的各向异性和对称性，并于1912年由马克斯·冯·劳厄 (Max von Laue) 首次使用X射线衍射进行了验证。
布拉菲于1847年出版了一本关于晶体学的回忆录。作为法国气象学会 (法語：Société météorologique de France) 的共同创始人，他于1854年接替阿尔宾·雷纳·鲁桑 (Albin Reine Roussin)担任科学院院士，加入法国科学院。布拉菲还致力于研究测量误差理论，他在这一领域的著名论文是1846年发表的《关于点误差概率的数学分析》 ("Mathematical analysis on the probability of errors of a point")。
由于独子的去世，他在1850年初出现了同时代人所说的 “大脑疲劳 ”症状；他辞去了巴黎综合理工学院的职务，1850年3月停止了在学院的活动，退休后回到了凡尔赛。他的朋友们，A. de Lapparent写道，“看到他逐渐走向无可救药的衰退，都感到非常悲痛。他于1863年去世，没有一丝光亮，无论多么短暂，却早已照亮了这位曾经才华横溢的大师沉睡的黑夜。”
斯瓦尔巴群岛的布拉菲山（Bravaisberget）就是以布拉菲的名字命名。